# Morten Thoresen
Morten Thoresen es un deportista noruego que compite en lucha grecorromana. Ganó una medalla de oro en el Campeonato Europeo de Lucha de 2020, en la categoría de 67 kg.

## Palmarés internacional
| Campeonato Europeo | Campeonato Europeo | Campeonato Europeo | Campeonato Europeo |
| Año                | Lugar              | Medalla            | Categoría          |
| ------------------ | ------------------ | ------------------ | ------------------ |
| 2020               | Roma (Italia)      | Medalla de oro     | 67 kg              |